# Neocromna bistrigutata
Neocromna bistrigutata är en insektsart som först beskrevs av Stsl 1863.  Neocromna bistrigutata ingår i släktet Neocromna och familjen Flatidae. Inga underarter finns listade i Catalogue of Life.